# EHF Liga prvaka 2014./15.
EHF Liga prvaka u rukometu za 2014./15. (eng. 2014–15 VELUX EHF Champions League) je 55. izdanje elitnog europskog klupskog natjecanja u rukometu u muškoj konkurenciji, te 22. izdanje kao Liga prvaka pod organizacijom EHF-a. U natjecanju sudjeluju ukupno 33 kluba. Europski prvak je deveti put u povijest postala španjolska Barcelona.

## Sudionici

### Sudionici grupne faze
| - Meškov - Brest - Aalborg Handball - Aalborg - KIF Kolding Kobenhavn - Kolding - Dunkerque HB Grand Littoral - Dunkerque - Montpellier Agglomeration HB - Montpellier - Paris Saint-Germain Handball - Pariz - Prvo plinarsko društvo Zagreb - Zagreb - MOL - Pick Szeged - Segedin | - MKB-MVM Veszprém - Veszprém - Metalurg - Skoplje - Vardar - Skoplje - SG Flensburg-Handewitt - Flensburg - THW Kiel - Kiel - Rhein-Neckar Löwen - Mannheim - Vive Tauron - Kielce - Orlen Wisla - Plock | - Čehovski Medvedi - Čehov - Celje Piovarna Laško - Celje - Barcelona - Barcelona - Naturhouse La Rioja - Logroño - Alingsas HK - Alingsås - Kadetten - Schaffhausen - Besiktas MOGAZ HT - Istanbul - Motor - Zaporožje |

### Eliminirani u kvalifikacijama
| - FC Porto - Porto - HCM Constanta - Constanta - Tatran - Prešov | - Alpha - Hard - Haslum Handballklubb - Bekkestua - Vojvodina - Novi Sad | - Hubo Initia - Hasselt - Junior - Fasano - Targos Bevo - Panningen |

## Ljestvice i rezultati

### Kvalifikacije
Igrano u tri turnira. 

     - kvalificirali se u grupe Lige prvaka 

     - sezonu nastavili u trećem krugu EHF europskog kupa 

     - sezonu nastavili u drugom krugu EHF europskog kupa
| klub1           | rez.          | klub2         |
| poluzavršnica   | poluzavršnica | poluzavršnica |
| --------------- | ------------- | ------------- |
| Vojvodina       | 21:25         | Tatran Prešov |
| Meškov Brest    | 36:23         | Targos Bevo   |
|                 |               |               |
| za treće mjesto |               |               |
| Targos Bevo     | 25:30         | Vojvodina     |
|                 |               |               |
| za pobjednika   |               |               |
| Meškov Brest    | 26:24         | Tatran Prešov |

| klub1           | rez.          | klub2         |
| poluzavršnica   | poluzavršnica | poluzavršnica |
| --------------- | ------------- | ------------- |
| Motor           | 36:20         | Junior Fasano |
| Porto           | 29:25         | Alpha Hard    |
|                 |               |               |
| za treće mjesto |               |               |
| Junior Fasano   | 26:35         | Alpha Hard    |
|                 |               |               |
| za prvaka       |               |               |
| Motor           | 30:26         | Porto         |

| klub1           | rez.          | klub2             |
| poluzavršnica   | poluzavršnica | poluzavršnica     |
| --------------- | ------------- | ----------------- |
| Haslum HK       | 22:29         | Besiktas MOGAZ HT |
| HCM Constanta   | 29:20         | Hubo Initia       |
|                 |               |                   |
| za treće mjesto |               |                   |
| Hubo Initia     | 26:35         | Haslum HK         |
|                 |               |                   |
| za pobjednika   |               |                   |
| HCM Constanta   | 25:34         | Besiktas MOGAZ HT |

### Grupna faza
Igrano između 25. rujna 2014. i 22. veljače 2015. 

     - kvalificirali se u osminu završnice
| mj. | klub                          | ut. | pob. | ner. | por | gol+ | gol- | bod |
| --- | ----------------------------- | --- | ---- | ---- | --- | ---- | ---- | --- |
| 1.  | THW Kiel                      | 10  | 9    | 0    | 1   | 322  | 259  | 18  |
| 2.  | Paris Saint-Germain Handball  | 10  | 6    | 0    | 4   | 297  | 266  | 12  |
| 3.  | Prvo plinarsko društvo Zagreb | 10  | 6    | 0    | 4   | 241  | 248  | 12  |
| 4.  | Naturhouse La Rioja           | 10  | 4    | 1    | 5   | 305  | 305  | 9   |
| 5.  | Meškov                        | 10  | 2    | 2    | 6   | 267  | 293  | 6   |
| 6.  | Metalurg                      | 10  | 1    | 1    | 8   | 233  | 294  | 3   |

| mj. | klub                  | ut. | pob. | ner. | por | gol+ | gol- | bod |
| --- | --------------------- | --- | ---- | ---- | --- | ---- | ---- | --- |
| 1.  | Barcelona             | 10  | 8    | 1    | 1   | 338  | 280  | 17  |
| 2.  | KIF Kolding Kobenhavn | 10  | 6    | 2    | 2   | 292  | 273  | 14  |
| 3.  | Orlen Wisla           | 10  | 6    | 1    | 3   | 288  | 280  | 13  |
| 4.  | Flensburg-Handewitt   | 10  | 6    | 0    | 4   | 288  | 277  | 12  |
| 5.  | Alingsas HK           | 10  | 1    | 0    | 9   | 252  | 298  | 2   |
| 6.  | Besiktas MOGAZ HT     | 10  | 1    | 0    | 9   | 253  | 303  | 2   |

| mj. | klub                         | ut. | pob. | ner. | por | gol+ | gol- | bod |
| --- | ---------------------------- | --- | ---- | ---- | --- | ---- | ---- | --- |
| 1.  | MKB-MVM Veszprém             | 10  | 9    | 0    | 1   | 300  | 262  | 18  |
| 2.  | Vardar                       | 10  | 7    | 1    | 2   | 313  | 289  | 15  |
| 3.  | Rhein-Neckar Löwen           | 10  | 6    | 0    | 4   | 302  | 282  | 12  |
| 4.  | Montpellier Agglomeration HB | 10  | 3    | 2    | 5   | 293  | 317  | 8   |
| 5.  | Celje Pivovarna Laško        | 10  | 3    | 0    | 7   | 284  | 293  | 6   |
| 6.  | Čehovski Medvedi             | 10  | 0    | 1    | 9   | 300  | 349  | 1   |

| mj. | klub                        | ut. | pob. | ner. | por | gol+ | gol- | bod |
| --- | --------------------------- | --- | ---- | ---- | --- | ---- | ---- | --- |
| 1.  | Vive Tauron Kielce          | 10  | 10   | 0    | 0   | 312  | 271  | 20  |
| 2.  | MOL - Pick Szeged           | 10  | 6    | 1    | 3   | 276  | 264  | 13  |
| 3.  | Dunkerque HB Grand Littoral | 10  | 4    | 0    | 6   | 257  | 263  | 8   |
| 4.  | Aalborg Handball            | 10  | 2    | 3    | 5   | 256  | 269  | 7   |
| 5.  | Motor                       | 10  | 3    | 0    | 7   | 283  | 284  | 6   |
| 6.  | Kadetten                    | 10  | 2    | 2    | 6   | 264  | 297  | 6   |

### Osmina završnice
| klub1                         | klub2                        | ut1   | ut2   |
| ----------------------------- | ---------------------------- | ----- | ----- |
| Naturhouse La Rioja           | MKB-MVM Veszprém             | 23:31 | 31:37 |
| Montpellier Agglomeration HB  | Vive Tauron Kielce           | 25:29 | 33:31 |
| Aalborg Handball              | Barcelona                    | 11:31 | 22:29 |
| Flensburg-Handewitt           | THW Kiel                     | 21:30 | 28:33 |
| Dunkerque HB Grand Littoral   | Paris Saint-Germain Handball | 21:23 | 22:23 |
| Orlen Wisla                   | Vardar                       | 32:26 | 20:31 |
| Rhein-Neckar Löwen            | MOL - Pick Szeged            | 30:34 | 29:31 |
| Prvo plinarsko društvo Zagreb | KIF Kolding Kobenhavn        | 22:17 | 21:23 |

### Četvrtzavršnica
| klub1                         | klub2              | ut1   | ut2   |
| ----------------------------- | ------------------ | ----- | ----- |
| Prvo plinarsko društvo Zagreb | Barcelona          | 23:25 | 21:43 |
| Vardar                        | Vive Tauron Kielce | 20:22 | 31:33 |
| Paris Saint-Germain Handball  | MKB-MVM Veszprém   | 24:24 | 28:34 |
| MOL - Pick Szeged             | THW Kiel           | 31:29 | 23:31 |

### Završni turnir
Igrano 30 i 31. svibnja 2015. u Kölnu u dvorani Lanxess-Arena.
| klub1              | rez.          | klub2              |
| poluzavršnica      | poluzavršnica | poluzavršnica      |
| ------------------ | ------------- | ------------------ |
| Barcelona          | 33:28         | Vive Tauron Kielce |
| THW Kiel           | 27:31         | MKB-MVM Veszprém   |
|                    |               |                    |
| za treće mjesto    |               |                    |
| Vive Tauron Kielce | 28:26         | THW Kiel           |
|                    |               |                    |
| za pobjednika      |               |                    |
| 'Barcelona         | 28:23         | MKB-MVM Veszprém   |